# Disturbis (pel·lícula)

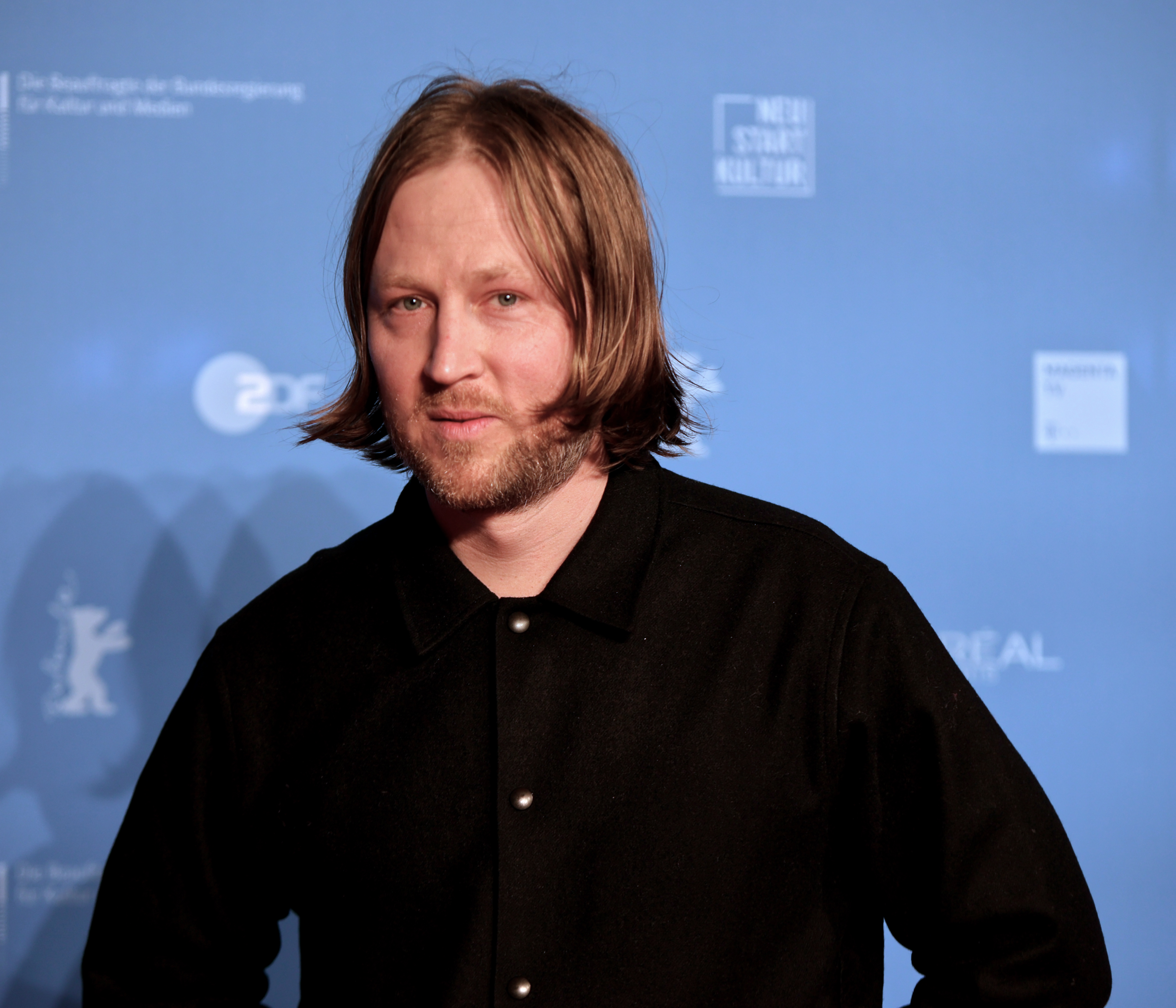
Cyril Schäublin, director i guionista de la pel·lícula, a la Berlinale de 2022.

Disturbis (títol original, Unrueh) és una pel·lícula suïssa de 2022 de Cyril Schäublin. La pel·lícula es va estrenar el 14 de febrer de 2022 a la Berlinale a la secció Encounters, on va rebre el premi a la millor direcció. S'ha subtitulat al català.

## Repartiment
- Clara Gostynski: Josephine Gräbli
- Alexei Evstratov: Pierre Kropotkine
- Valentin Merz: Roulet, director de fàbrica
- Nikolai Bosshardt: Künzli
- Li Tavor: Mila Fuchs
- Monika Stalder: Mireille Paratte
- Helio Thiémard: Claire Gysin